# العمارة في اليمن

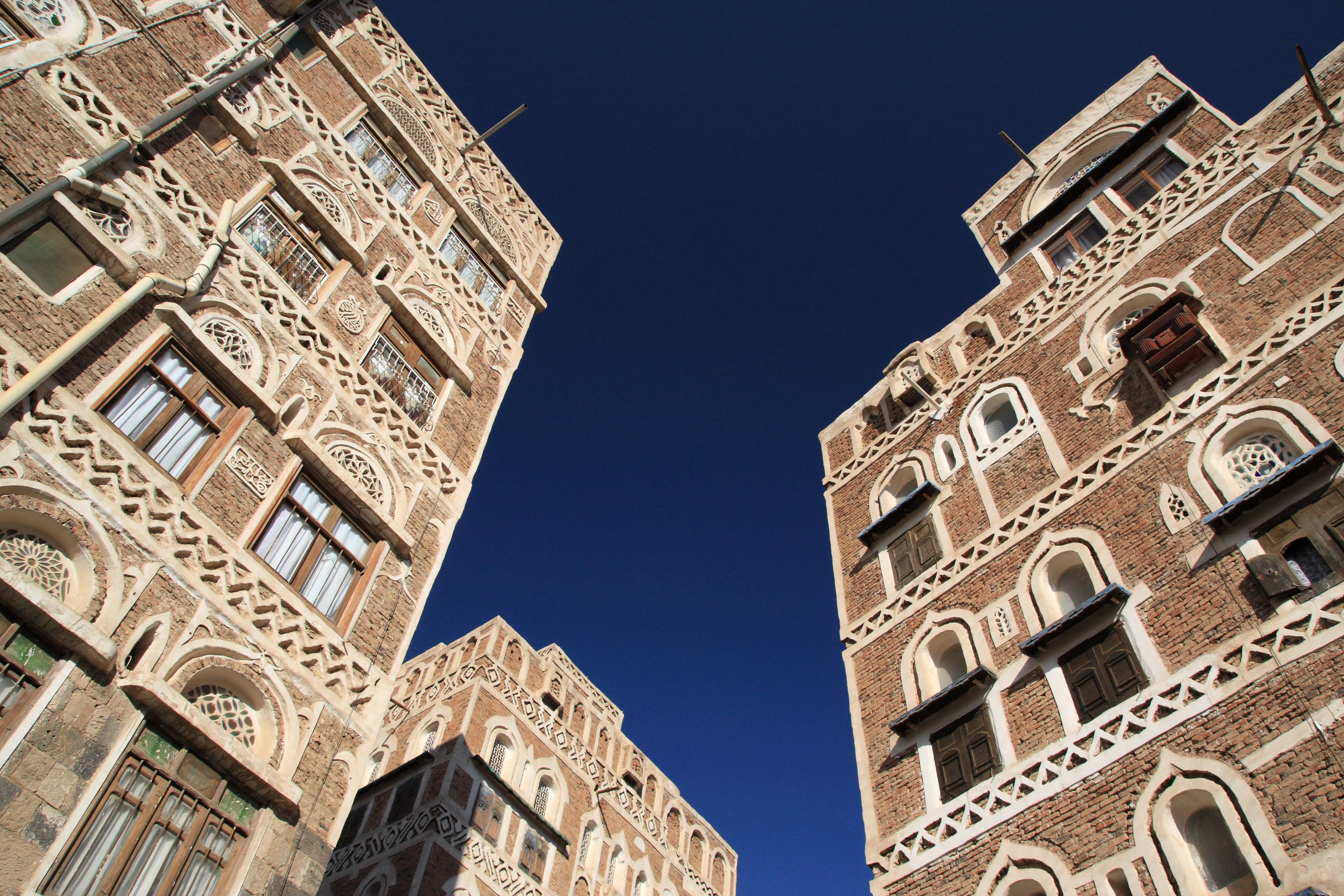
من منازل صنعاء القديمة

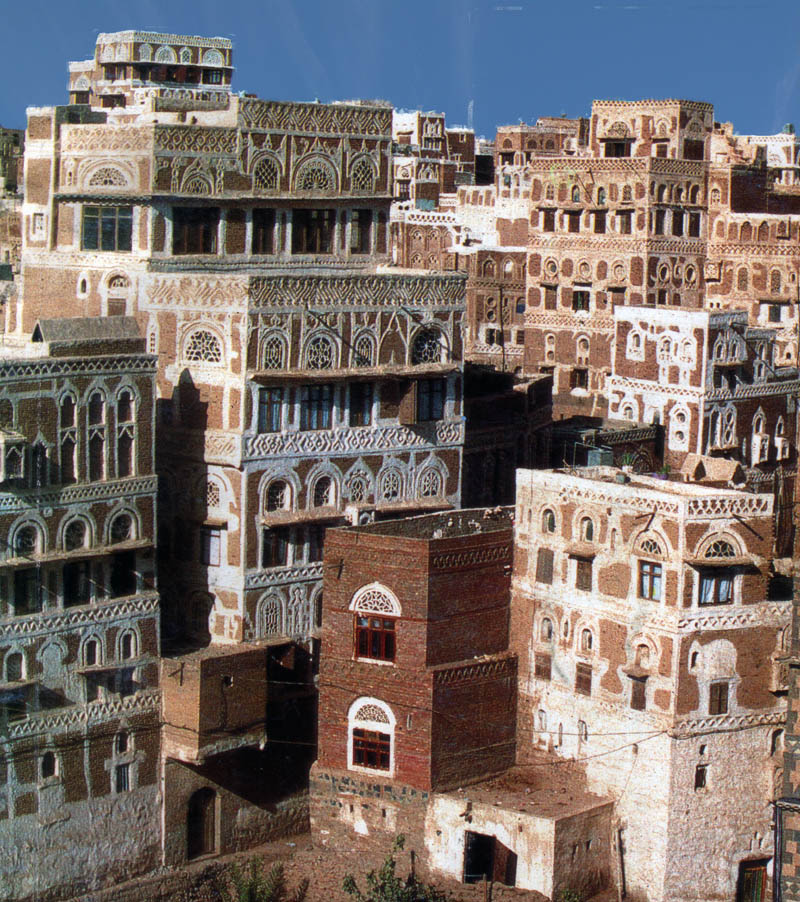
نموذج من المنازل البرجية في صنعاء القديمة

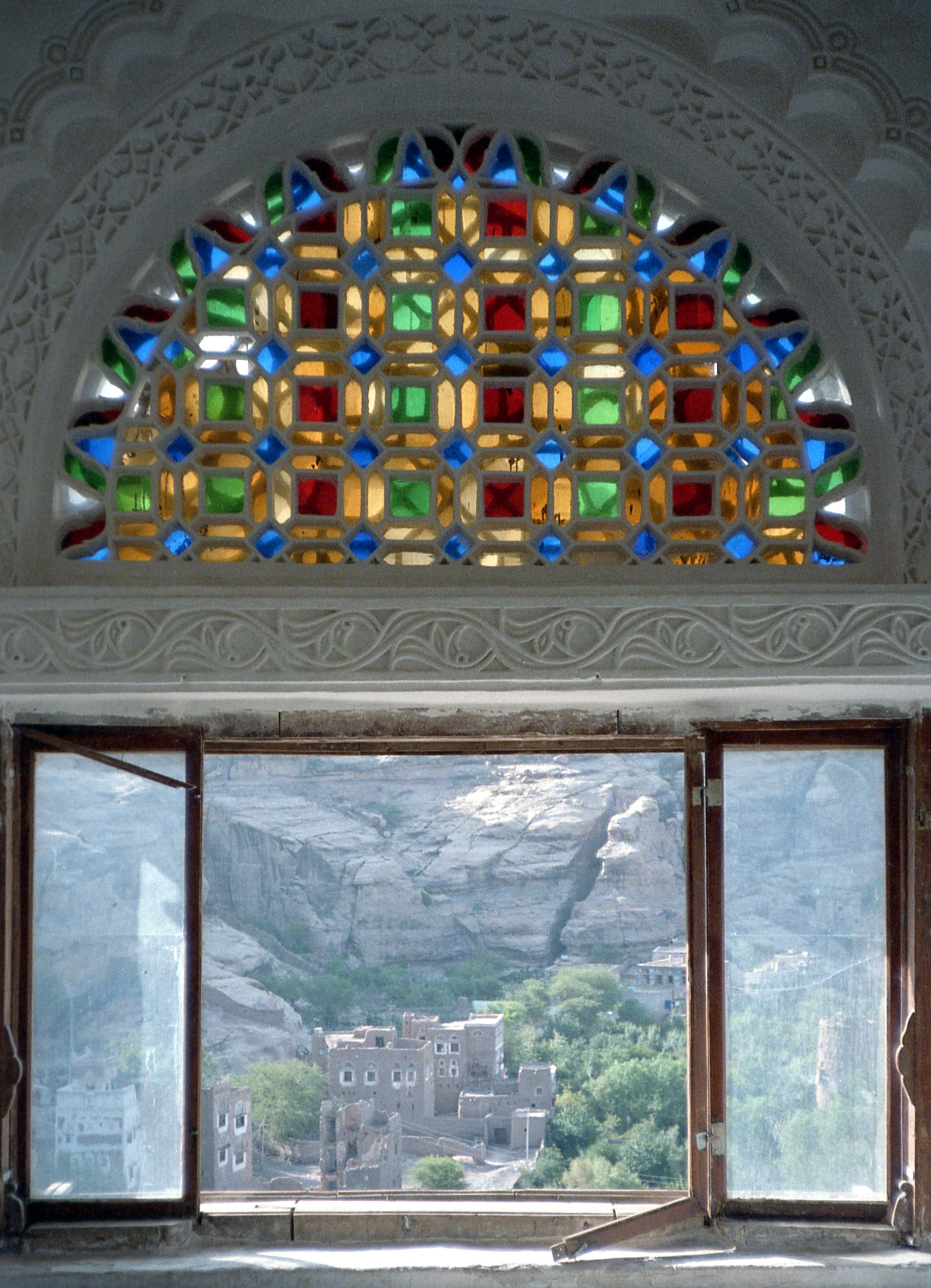
"التخريم" أو "مولجم" في نصوص خط المسند فن معماري قديم لا يزال يشاهد في البيوت اليمنية التقليدية

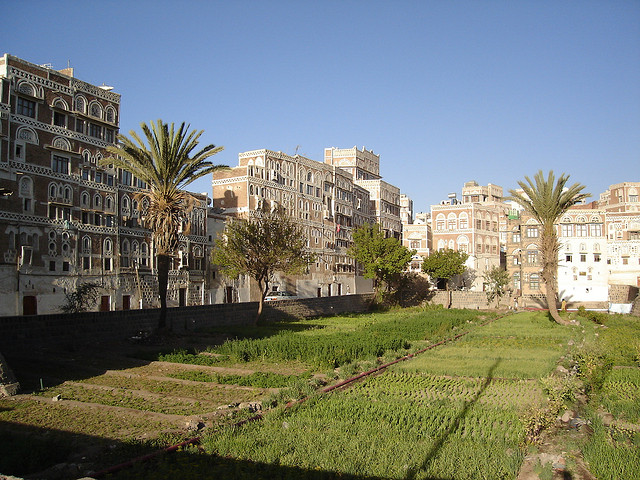
صنعاء القديمة، من فحص المواقع الأثارية و وصف مؤلف الإكليل لمباني كانت لا زالت باقية على أيامه يتضح أن الطراز المعماري اليمني لم يتغير كثيرٌا عما كان عليه أيام التاريخ القديم وعدد من البيوت بصنعاء يحمل جدراناً عليها كتابات بخط المسند

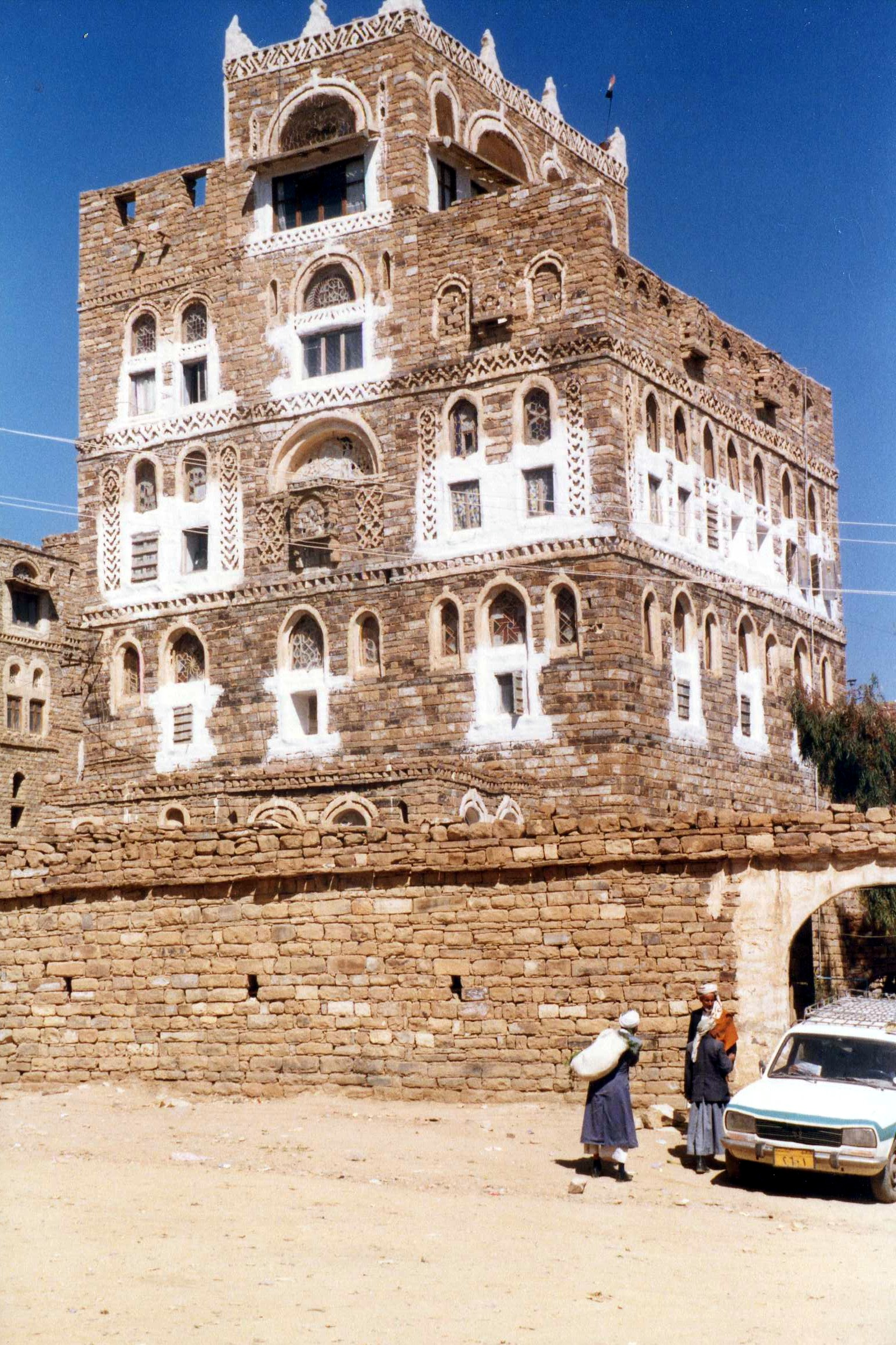
أحد منازل مدينة ثلاء، محافظة عمران

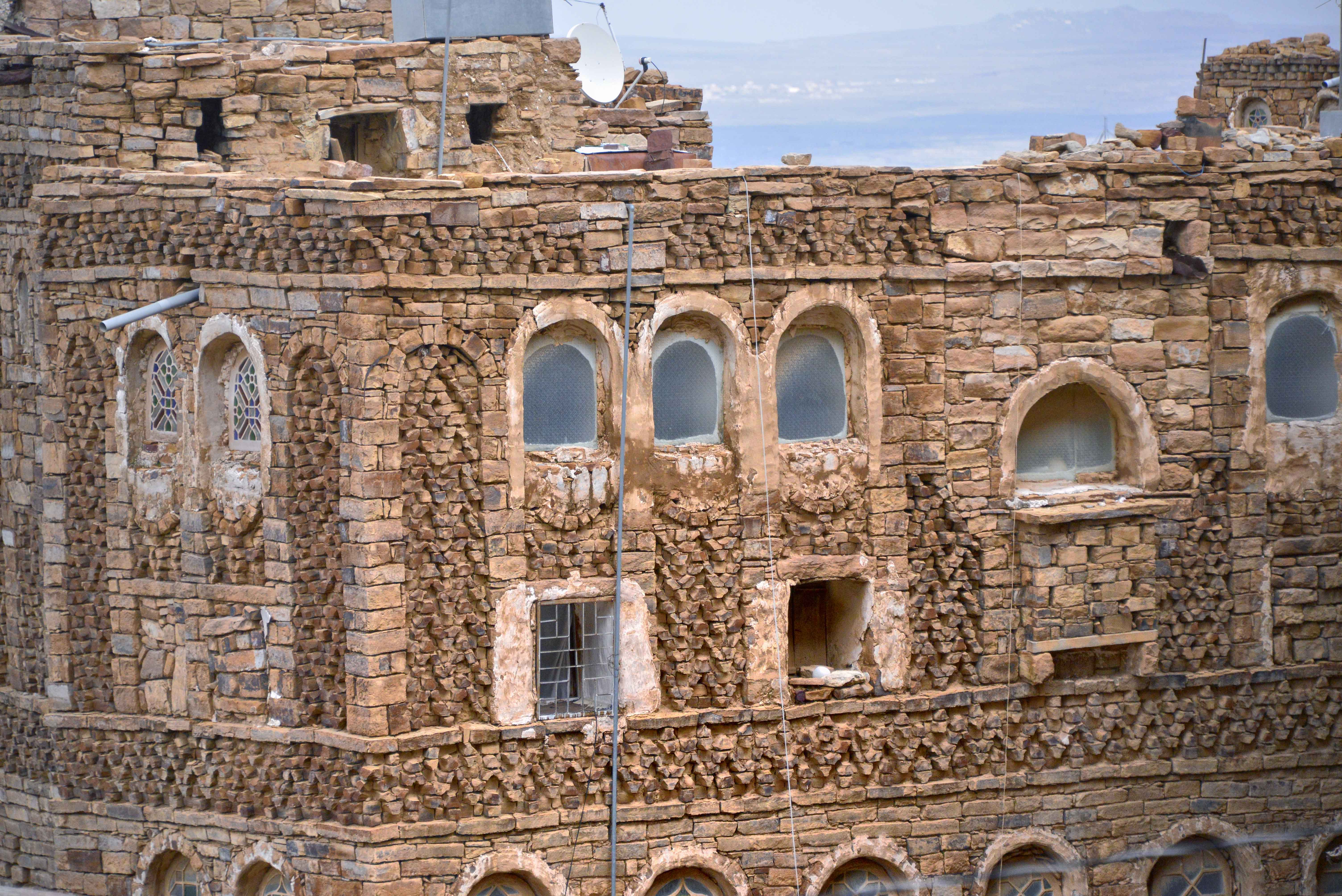
أحد منازل مدينة ثلاء، محافظة عمران

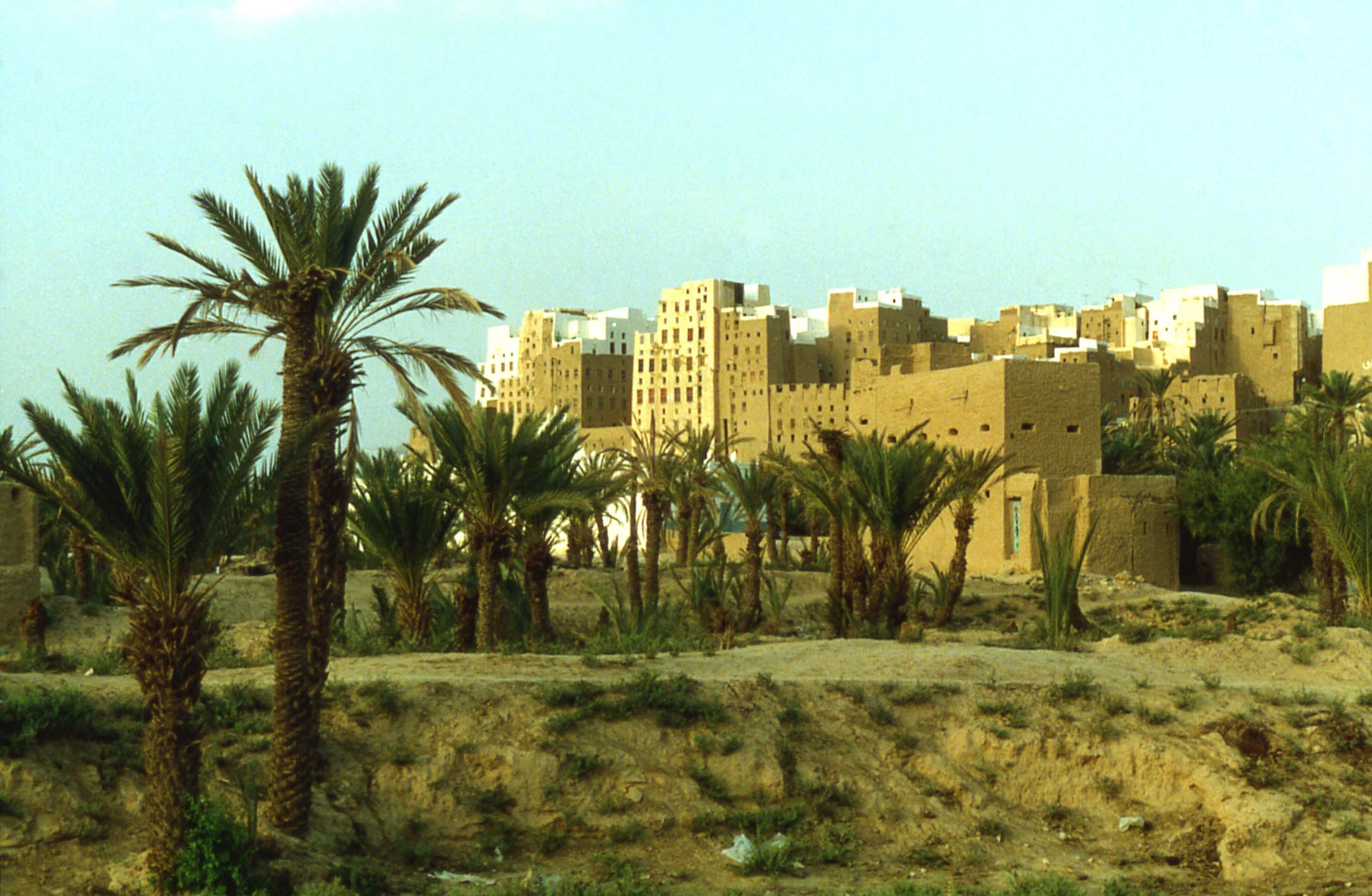
قرية شبام الأثرية في محافظة حضرموت

كان اليمنيون القدماء ذوي حضارة و مدنية عريقة و ازدهرت في اليمن القديم حضارة راقية عكست براعة الإنسان في هندسة البناء والعمارة والسدود وكافة المجالات الأخرى، وأعجب بها الرحالة والكتاب وتغنى بها الشعراء ونالت أخبارها نصيب وافر في كتب التراث الإسلامي، حتى ذهب بعضهم إلى القول إن بعض ما كتب لا يعدو عن كونه نوع من المبالغة والخيال، ويبدو أن تدخل أيادي البشر وعوامل الطبيعة خلال مئات السنين قد أدى إلى ضياع واختفاء جزء كبير من موروث اليمن الحضاري ولا سيما المتعلق بالمنشآت المعمارية والقصور، الأمر الذي جعل البعض يوجه الاتهام لتلك الأخبار والمؤلفات التي عنت بوصف قصور اليمن القديمة بمجانبة الحقيقة والابتعاد عن المنطق في توصيف العمارة ولا سيما القصور منها. وكان اليمنيون بنائين ومرد ذلك أنهم أهل حاضرة ومساكنهم ثابتة مستقرة حتى الأعراب وأهل الوبر منهم كان لديهم منازل تصنع من الديباج ليست بتعقيد وثبات المدن إلا أنها ليست خيامًا. واللغة العربية الجنوبية تمتلك ألفاظًا متعلقة بالبناء أكثر من تلك التي استخدمت في أجزاء أخرى من شبه الجزيرة العربية
كانت الحجارة المادة الأساسية لبناء البيوت في اليمن القديم باستثناء المناطق الساحلية التي كان البناءون فيها يستخدمون الطوب  ومن فحص المواقع الأثرية القديمة ووصوف بعض أهل الأخبار مثل الهمداني لمعالم وقصور قديمة في اليمن كانت لا زالت باقية على أيامه، يتضح أن الطراز المعماري في اليمن القديم لا يختلف كثيرًا عما هو عليه اليوم في صنعاء القديمة وللأسف فإن الكثير من المباني القديمة هدمت وأخذت حجارتها لبناء بيوت جديدة عبر عصور مختلفة  كانت هناك عادة في اليمن وهي نقش اسم البناء أو مالك المبنى مع ذكر اسم الإله تيمنًا به في شاهد يوضع أمام البيت أو المعبد ومن هذه الكتابات أخذ الباحثون جل معرفتهم بتاريخ اليمن القديم. تحفر الحفر على حسب طول البناء المراد بناؤه وتوضع الصخور والطين والأسفلت أو 'زلتن" (الزلت) كما هو في اللغة القديمة وتخلط بالماء وتترك إلى أن تجف ثم تبنى الجدران القوية باستخدام مادة النورة ويطلى الجدار الخارجي للمنزل بينما يزين الداخلي بنقوش غالبًا ما تكون لحيوانات كالوعول والثيران. وتتكون المباني من ثلاث إلى خمسة طوابق في الغالب وكان هناك استثناءات لقصور الملوك ويشار إلى السلالم التي تقود إلى الطوابق العليا بلفظة "علوه" في اللغة القديمة أما السقف فهو "ظلل" و"مسقف" ويبنى بنفس الأدوات التي تستخدم لبناء الجدران  وبنيت النوافذ وكانت تصنع من الزجاج الملون بعدة ألوان مختلفة لإضاءة المنازل ولا تزال هذه العادة موجودة إلى اليوم وتسمى باللغة القديمة "مصبح" ويطلق على النور "صبحت " ويطلق على البناء العالي المرتفع كلمة "صرحن" (الصرح) باللغة القديمة  أما الأبراج والقلاع والحصون فعرفت باسم "محفدن" (المحفد) في نقوش خط المسند وتبنى باستخدام حجر البلق القديم وتحوط بخنادق عادة وهي أشبه بثكنات عسكرية ليتحصن بها الجنود. كثير من البيوت في صنعاء تعود إلى فترة التاريخ القديم بدلالة وجود كتابات بخط المسند منقوشة على الجدران العليا للبيوت، فإما أن البيوت تعود للتاريخ القديم أو أن حجارة المباني القديمة استخدمت لبناء بيوت جديدة. و يبدوا أن اليمنيين كانوا يتعمدون بناء منازلهم و قراهم على المرتفعات الجبلية لحمايتهم من غارات و هجمات البدو والتماسًا للطافة الجو، وتحاشيًا لمخاطر السيول، حيث كانوا يشيدون قصورهم على شكل قلاع حصينة شبيهة بقصور نبلاء العصور الوسطى في أوروبا كما كانت كل مدينة تحتوي على قصر أو أكثر، وعلى معابد فخمة بالإضافة إلى منازل السكان.

## العوامل المؤثرة

### العوامل الطبيعية

#### العامل الجغرافي
تتكون اليمن منطقة السهول الساحلية المرتفعات الجبلية الهضاب والسهول شبه الصحراوية، للتحدث عن التاريخ القديم للعمارة فلابد الذكر أن حدود اليمن ومساحته ليسا ثابتين، حيث كانت تتغير بحسب الظروف السياسية وطبيعة ولكن بالإمكان أن تحدد بحسب أقصى مساحة توسعت فيها الحضارة اليمنية، حيث كانت موقعها بالنسبة لدول العالم القديم في الوسط وكانت جنوب شبه الجزيرة العربية وكانت الحضارة اليمنية يحدها من الشمال صحراء الربع الخالي ومن الشرق الخليج العربي ومن الجنوب بحر العرب ومن الغرب بحر القلزم «البحر الأحمر»، ونظراً لموقعها الاستراتيجي على مضيق باب المندب والذي مثّل مركزاً ملاحياً رئيسياً على مدى حوالي ثلاثة آلاف عام كونه رابطًا بين البحر الأحمر، وخليج عدن، والمحيط الهندي، وكانت محطة الرحلات البحرية، ونلاحظ أن حضارة بلاد اليمن كانت خالية من إحدى سمات البادية من حيث النسب وسلامة العنصر فتجد الناس خليط وكان البعض يستقر في اليمن لأنها كانت تسمى ب«الأرض السعيدة» وكانت تعرف بالبركة والخير، فهذا العامل الجغرافي من حيث إطلالتها وعلى موقعها أدى إلى جذب أجناس من البشر مما ولّد لنا فكر جديد أثَّر في هذه العمارة اليمنية القديمة.

#### العامل الطيبوغرافي
يمكن تقسيم اليمن إلى أربعة مناطق: «المناطق الساحلية المنخفضة في كل من الغرب والجنوب» و«المرتفعات الغربية» و«المرتفعات الشرقية» و«الربع الخالي» شرق البلاد.

## خصائص العمارة القديمة

### التخطيط والشكل العام
تنظم المباني في التجمعات المقامة على المنحدرات الجبلية بطريقة متوازية ومصفوفة بجانب بعضها أو متلاصقة.

### المساقط
كانت مساقط المعابد قديماً تتكون من هيكل وأروقة وفناء داخلي مفتوح محاط بعدد من الأعمدة الضخمة أما البوابات فكان لا يوجد سوى بوابة واحدة رئيسية.

### الواجهات
تبرز في الواجهات التشكيلات من مادة الطوب أو الحجر، وكذلك الخطوط الرابطة بين الفتحات، رأسياً أو أفقياً واستخدام الخطوط المنحنية متتبعا الغرض الجمالي والوظيفة. ويظهر ذلك من خلال «المفرج» وهي غرفة صغيرة تبنى فوق سطوح المباني وتلعب دوراً هاماً في تشكيل نهايات المباني، حيث يظهر خط السماء لكتل المباني عن طريق الارتداد إلى الداخل أو بنفس الامتداد لكتلة المباني على السطوح.

### أساليب الإنشاء
تفرض طبوغرافيا المنطقة لسكانها طريقة بناء معينة، حيث إن غالبية السكان تقطن إما في المناطق الجبلية أو الساحلية بينما يقطن أعدادّ قليلة من السكان المناطق الصحراوية.
يتخذ سكان المناطق الجبلية المرتفعة أسلوب الجدران السميكة في البناء من الحجارة المستخرجة من الجبال، حيث يتم نحتها ونقشها وقد بني منها المعابد والقصور والطرقات، وتحمي الحجارة المباني من البرودة وتساعد على خفض الحرارة.
أما في المناطق المنخفضة والساحلية كان سكانها يستخدموا الطين لملائمته لمقاومته للرطوبة بحيث يتم خلط الطين مع القش حتى يتماسك بعد تجفيفه تحت أشعة الشمس ليكتسب الصلابة، ويتم البناء بالطوب عبر صفه على الجدار وتلحيمه بالمادة الرابطة «الطين» التي تساعد على تماسك الحجارة بعضها البعض بعد جفافها.

### العناصر المعمارية
العقود:
تعد العقود من العناصر المعمارية الهامة في العمارة اليمنية القديمة بشكل عام وفي عمارة القصر خاصة، فبالإضافة إلى الغرض المعماري الذي تقوم بها العقود وهو حمل الأسقف وتوزيع الأروقة والتخفيف من حمل وضغط على الجدران، كان للعقد دور جمالي أخر يتمثل في إضفاء مسحة زخرفية وجمالية على العمائر المختلفة وخاصة على المداخل والنوافذ، ولذلك تعددت أشكال العقود وأنواعها والعقد هو عنصر معماري مقوس يعتمد في نقطتي ارتكازه على الأعمدة الحجرية أو الجدران، ويتألف العقد من كتف العقد وهي أول نقطه لاستدارة العقد ويقوم عليه، وأيضا قفل العقد وهي الحجر الذي تربط العقد بأكتافه عند أعلى العقد في المنتصف، وكان استخدام العقد على مرادم (أكتاف) البوابات والمداخل، واستخدم بشكل واسع في العمائر (مدنية أو حربية)، والعقد وفقا للأدلة الأثرية التي بين أيدينا حتى الآن جاء بنمطين:
النمط الأول:
العقد المركب من أحجار صغيرة الحجم ومهندمة (موقصة)، بحيث توضع فوق بعضها البعض وتنحني بشكل تدريجي إلى الداخل كلما ارتفعت إلى أعلى لتشكل فتحة نصف دائرية فوق أكتاف الأعمدة الحجرية التي يرتكز عليها هذا العقد، كما في اللوحة الفنية التي في المتحف الوطني في صنعاء (اللوحة اللوحة:80،81)، وأحيانا ترتكز العقود على أعمدة حجرية مركبة من عدد من القطع الحجرية بنفس الشكل والحجم، وتارة أخرى تقوم مباشرة على جدران مداميك البناء (اللوحة: 82).
بالرغم أن الباحثين ينسبون العقد المركب إلى أنه تأثير خارجي دخل إلى اليمن في الفترة الإسلامية نظرا لان الحفريات الأثرية –على قلتها-لم تكشف عن بقايا لعقود معمارية حتى الآن، ولدحر هذا الافتراض، فقد أمدتنا اللوحات الفنية وبعض القطع الأثرية التي تتضمن لمشاهد عمارة العقد في المباني اليمنية القديمة، منها لوحات فنية قديمة، تضم عقود مركبة استخدمت في الأبواب والنوافذ (اللوحة: 4)، وعقود تحمل السقف أو تتصدر قاعات ومجالس العرش كما نعتقد في (اللوحة: 27)، وتم العثور بموقع مدينة يترب (حمة ذياب حاليا في ذمار) على أحجار كانت مستخدمة في بناء العقود وهي أحجار مثلثيه الشكل، كما نستدل من خلال الرسوم الصخرية بوجود عقود للبوابات الرئيسية للقصور وعقود أخرى استخدمت كقناطر وجسور للعبور تربط بين مبنى وأخر كما هو واضح في الرسم الصخري لقصر غمدان (اللوحة:2). ومن تلك العقود القديمة التي استخدمت كممرات وجسور ما وجدنا في موقع حاز الأثري، وآثارها باقية يستخدمها الأهالي حتى الوقت الراهن، وأخرى لعقود آثارها باقية في ذمار في موقع حمة ذياب (يترب) (اللوحة: 83,84).
النمط الثاني:
```
وهو عقد حجري مكون ومنحوت من كتلة حجرية واحدة أهمها عقد مصنعة مارية والذي ربما كان يعلو مدخل رئيسي للقصر أو مبنى أخر (اللوحة: 85)، كما كشفت الحفريات الأثرية من قبل فريق الهيئة العامة للآثار عام 2013م في حصن (ثلا) عن بقايا عقد حجري من كتلة حجرية واحدة عليها زخارف فنية أهمها طائر النسر فارد جناحيه بشكل بارز (اللوحة: 86).
```

من خلال ما سبق فأنه يمكن القول أن العقود كانت شائعة في اليمن القديم ولا سيما في عمارة القصور، بأشكال مختلفة منها النصف الدائري والعقد المنكسر (الجملوني) الذي يظهر في بعض اللوحات الزخرفية (اللوحة: 63، 75)، إضافة إلى وجود هذا النمط المعماري في الرسوم الصخرية.

### مواد البناء
من مواد البناء التي استخدمت في العمارة اليمنية القديمة، الأحجار بمختلف أنواعها مثل البازلت والبلق والرخام والأحجار الجيرية سوى في الأعمدة أو الجدران.كما يلاحظ في بقايا الأساسات الحجرية لعدد من القصور التي لازالت باقية حتى الآن، وقد ذكرت النقوش استخدام الأحجار في البناء ويتحدث (نقش خوروري1) استخدام«جربتث /ونهمتث /وهيعث» جربتث /ونهمتث /وهيعث (وأحجار جروب منهومة) من الأساس حتى القمة. ولعل أهم تلك المواد المستخدمة في البناء والتشييد في اليمن القديم:
أ- الأحجار: وتعتبر من أهم مواد البناء المستخدمة في المرتفعات والمناطق الجبلية. وقد تنوع التعامل مع الأحجار عند استخدامها في البناء، وتعددت أساليب استخراجها والبناء بها، أو تهذيبها بحسب نوعية تلك الأحجار وصلابتها، فقد توجد أنواع مختلفة ذات خصائص متنوعة في منطقة واحدة، بالإضافة إلى الأشكال المتعددة التي كيف بها الموقصون الأحجار لتأخذ شكل المستطيل أو شكل المربع أو الدائرة، أو الأشكال المؤطرة بتحزيزات دائرية.ومن الأحجار تم استخراج الأعمدة والعقود والبلاطات ونحتت التماثيل واللوحات الزخرفية والجدارية والأحجار أنواع منها الحجر الجيري والرملي والجرانيت والبازلت والرخام، إضافة إلى استخدام الجبس والجير المطفى (النورة).
ب-الطين: من المواد المهمة التي استخدمت في العمارة اليمنية لسهولة الحصول عليه وسهولة تشكيله، والطين من المواد التي لها استخدامات متنوعة، فقد يستخدم بشكل وحدات بناء يخلط ويجفف بالشمس، ويسمى في هذه الحالة لبناً أو طوباً طينياً، ويتم حرقه بأفران خاصة، ويسمى في هذه الحالة بالطوب الآجر. وهناك طريقة أخرى، يُخلط فيها الطين بالتبن ويترك مع الماء ليتخمر لمدة يومين، ويستخدم بعد ذلك في بناء الحوائط على شكل حزام يشكل تعرجاً عند الأركان، ويسمى بالزابور. أو يستخدم في تغطية الأسقف الخشبية في الغرف والعناصر الخشبية في الجدران ويسمى حينئذٍ (بالملاجة) ويستخدم مادة رابطة في البناء.
ج- الخشب: يستخدم كمادة إنشائية أساسية للأسقف والقوائم والدعامات. حيث استخدمت الأخشاب كعوارض للغرف.وفي قصر شقر لوحظ استخدام الأخشاب كأعمدة في حمل السقوف في ادوار القصر حسبما أفادت بعثات التنقيب كالأبواب والنوافذ والسقوف.
د- القضاض: استخدم قديماً حيث غطي به أسقف المباني مع المداميك وتكسية المنشآت المائية ليمنع تسرب المياه.بالإضافة إلى الجزء السفلي من المطابخ والحمامات والأجزاء السفلية من الادراج، بالإضافة إلى استخدامه في تغطية الواجهات تغطية كاملة أو ملء الفراغات بين الأحجار فقط.والقضاض مادة معمرة إذا تتابعت صيانتها بين الحين والآخر، وتنفيذها متعب ومكلف، لذلك اقتصر استخدامها على المباني المهمة كالمساجد والبرك والسدود وقنوات الري القديمة. وقد استخدم شحم البقر كدهان للقضاض بعد تنفيذه لجعل القضاض أكثر مقاومة للظروف المحيطة وأكثر أحكاما لمنع تسرب الماء،
هـ-المعادن: استخدم البرونز في الأبواب والمداخل حيث عثر على باب برونزي عليه نقش مسند محفوظ حاليا في الجامع الكبير بصنعاء، ربما يعد أحد أبواب قصر غمدان أو ملحقات (اللوحة: 3). كما استخدم الرصاص كمادة رابطة بين أحجار مداميك القصور القديمة وسدود المياه.
وتمتاز المباني اليمنية على القطع الزجاجية الملونة المعروفة بالقمرية، لكنها أصبحت شبه معدومة في الكثير من المناطق في اليمن. بسبب الإقبال على الأسلوب المعماري الحديث.

### أهم المعالم
- سد مأرب القديم.
- معبد بران (عرش بلقيس).
- معبد أوام (محرم بلقيس).
- معبد رأس مدر (معبد الإله عثتر).
- معبد وعول (صرواح).

## خصائص العمارة الإسلامية

### مواد البناء
من مواد البناء التي استخدمت في العمارة اليمنية القديمة، الأحجار بمختلف أنواعها مثل البازلت والبلق والرخام والأحجار الجيرية سوى في الأعمدة أو الجدران .كما يلاحظ في بقايا الأساسات الحجرية لعدد من القصور التي لازالت باقية حتى الآن، وقد ذكرت النقوش استخدام الأحجار في البناء ويتحدث (نقش خوروري1) استخدام«جربتث /ونهمتث /وهيعث» جربتث /ونهمتث /وهيعث (وأحجار جروب منهومة) من الأساس حتى القمة . ولعل أهم تلك المواد المستخدمة في البناء والتشييد في اليمن القديم:
أ- الأحجار: وتعتبر من أهم مواد البناء المستخدمة في المرتفعات والمناطق الجبلية. وقد تنوع التعامل مع الأحجار عند استخدامها في البناء، وتعددت أساليب استخراجها والبناء بها، أو تهذيبها بحسب نوعية تلك الأحجار وصلابتها، فقد توجد أنواع مختلفة ذات خصائص متنوعة في منطقة واحدة، بالإضافة إلى الأشكال المتعددة التي كيف بها الموقصون الأحجار لتأخذ شكل المستطيل أو شكل المربع أو الدائرة، أو الأشكال المؤطرة بتحزيزات دائرية .ومن الأحجار تم استخراج الأعمدة والعقود والبلاطات ونحتت التماثيل واللوحات الزخرفية والجدارية والأحجار أنواع منها الحجر الجيري والرملي والجرانيت والبازلت والرخام، إضافة إلى استخدام الجبس والجير المطفى (النورة).
ب-الطين: من المواد المهمة التي استخدمت في العمارة اليمنية لسهولة الحصول عليه وسهولة تشكيله، والطين من المواد التي لها استخدامات متنوعة، فقد يستخدم بشكل وحدات بناء يخلط ويجفف بالشمس، ويسمى في هذه الحالة لبناً أو طوباً طينياً، ويتم حرقه بأفران خاصة، ويسمى في هذه الحالة بالطوب الآجر. وهناك طريقة أخرى، يُخلط فيها الطين بالتبن ويترك مع الماء ليتخمر لمدة يومين، ويستخدم بعد ذلك في بناء الحوائط على شكل حزام يشكل تعرجاً عند الأركان، ويسمى بالزابور. أو يستخدم في تغطية الأسقف الخشبية في الغرف والعناصر الخشبية في الجدران ويسمى حينئذٍ (بالملاجة) ويستخدم مادة رابطة في البناء.
ج- الخشب: يستخدم كمادة إنشائية أساسية للأسقف والقوائم والدعامات. حيث استخدمت الأخشاب كعوارض للغرف .وفي قصر شقر لوحظ استخدام الأخشاب كأعمدة في حمل السقوف في ادوار القصر حسبما أفادت بعثات التنقيب كالأبواب والنوافذ والسقوف .
د- القضاض: استخدم قديماً حيث غطي به أسقف المباني مع المداميك وتكسية المنشآت المائية ليمنع تسرب المياه .بالإضافة إلى الجزء السفلي من المطابخ والحمامات والأجزاء السفلية من الادراج، بالإضافة إلى استخدامه في تغطية الواجهات تغطية كاملة أو ملء الفراغات بين الأحجار فقط.والقضاض مادة معمرة إذا تتابعت صيانتها بين الحين والآخر، وتنفيذها متعب ومكلف، لذلك اقتصر استخدامها على المباني المهمة كالمساجد والبرك والسدود وقنوات الري القديمة. وقد استخدم شحم البقر كدهان للقضاض بعد تنفيذه لجعل القضاض أكثر مقاومة للظروف المحيطة وأكثر أحكاما لمنع تسرب الماء،
هـ-المعادن: استخدم البرونز في الأبواب والمداخل حيث عثر على باب برونزي عليه نقش مسند محفوظ حاليا في الجامع الكبير بصنعاء، ربما يعد أحد أبواب قصر غمدان أو ملحقات (اللوحة : 3). كما استخدم الرصاص كمادة رابطة بين أحجار مداميك القصور القديمة وسدود المياه.

### أهم المعالم

#### التوجيه
تبعًا للموقع الجغرافي والفلكي وجد المعمار اليمني أن الواجهة الجنوبية للمنزل (العدنية كما يسميها سكان المدينة) أكثر عرضة للشمس طوال النهار مما يجعلها أكثر دفئاً في فصل الشتاء القارس البرودة في صنعاء، بينما تكون الواجهة الشمالية أثناء ذلك غارقة في الظلال وبالتالي أكثر برودة في الشتاء.
أما في الصيف وأثناء رحلة الشمس نحو الشمال وعودتها نحو الجنوب فتكون الواجهة الشمالية أكثر عرضة للشمس بينما الجنوبية مظظلة مما يجعلها معتدلة الحرارة.
ولذلك تركزت في الواجهة الجنوبية الوحدات السكنية وخصصت الشمالية لدورات المياه والمطابخ.
أستخدم المعماري مواد بنائية من طبيعتها اكتساب وخزن الحرارة نهاراً وبطء فقدانها ليلاً بحيث يمكنها من تدفئة المنزل طوال الليل.
دفعت الأمطار الموسمية الصيفية الغزيرة إلى استخدام مواد بنائية تقاوم التفتت والتحلل والتجريف وكذلك تغطية سطوح المنازل بمادة القضاض  والجص لكي يسهل من عملية تصريف المياه من السطوح عبر مزاريب إلى خارج المنزل.

#### صنعاء القديمة
صنعاء القديمة  ويقصد بها المدينة المسورة وكان لها سبعة أبواب لم يبق منها إلا باب اليمن وهي إحدى تلك المدن القديمة المأهولة باستمرار من القرن الخامس ق.م على الأقل ويتواجد بها 103 مساجد وستة آلاف منزل وإحدى عشر حمام عمومي وكل هذه المباني بنيت قبل القرن الحادي عشر الميلادي  في القرن الأول للميلاد، أصبحت عاصمة مؤقتة لمملكة سبأ بعد استعادة أسر من قبيلة همدان للعرش السبئي من الحميريين وجاء ذكرها في نصوص المسند بصيغة صنعو وهي مشتقة من «مصنعة» وتعني حصن في العربية الجنوبية القديمة
تتميز مدينة صنعاء القديمة بطراز معمارها القديم الذي يمتلك زخارف غنية توجد بأشكال ونسب مختلفة مثل كتل النوب والأسوار والمساجد والسماسر والحمامات والأسواق والمعاصر والمدارس إلا أنه لا يعرف متى تم بناء هذا الطراز المعماري المتأثر بالطراز الحميري.
هي من أهم معالم المدينة بمآذنها الشاهقة وقبابها البيضاء الناصعة، وحيث يوجد في مدينة صنعاء العديد من المساجد ويقال أن عددها حوالي (50) مسجداً ومنها: جامع البكيرية، جامع الطاووس، جامع الزمر، جامع الأبهر، جامع صلاح الدين، جامع قبة المهدي.
وأشهرها الجامع الكبير بصنعاء وهو من أقدم المساجد الإسلامية وهو أول مسجد بُني في اليمن ويعتبر من المساجد العتيقة التي بنيت في عهد رسول الله ﷺ.

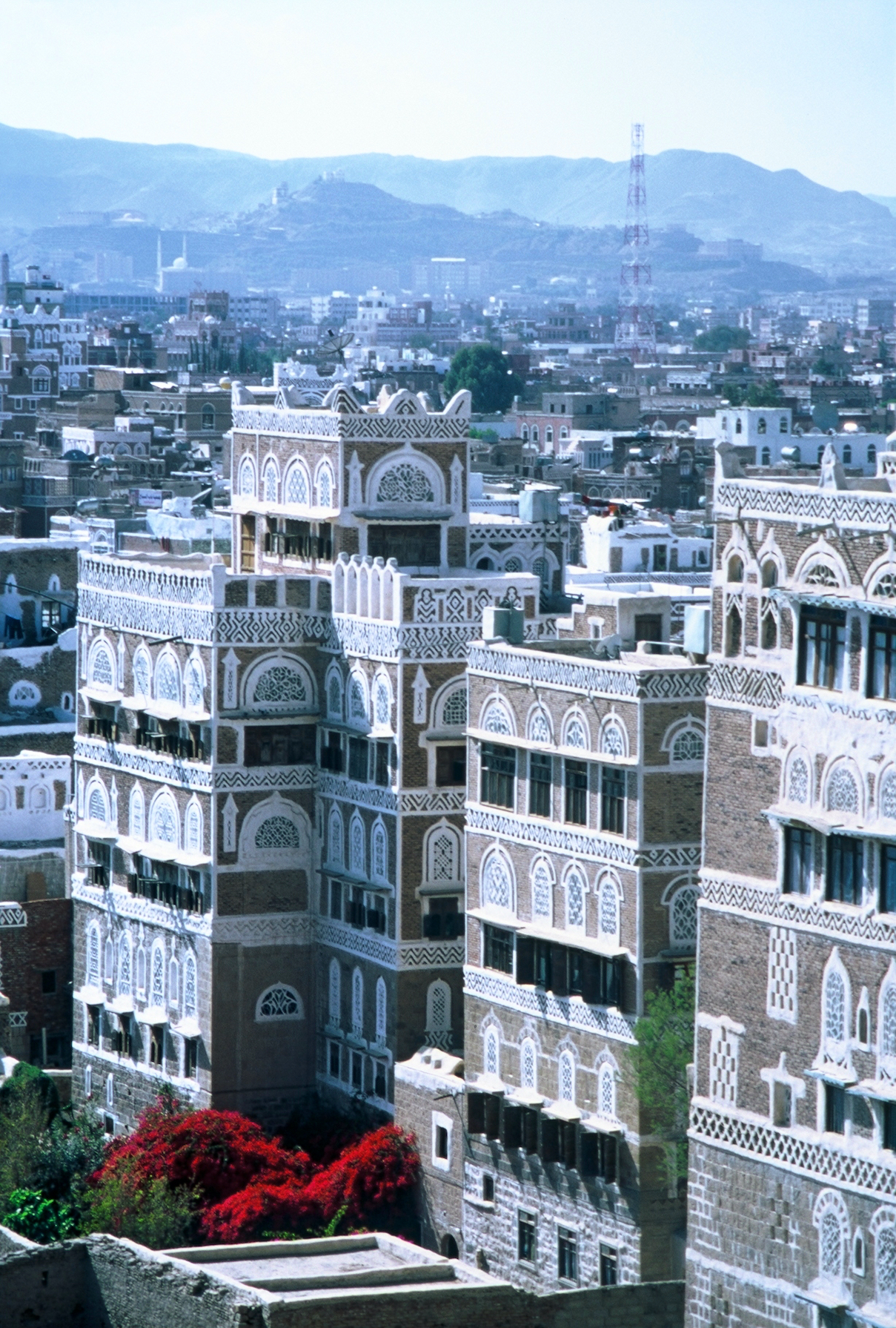
مباني في صنعاء القديمة

#### الطراز المعماري

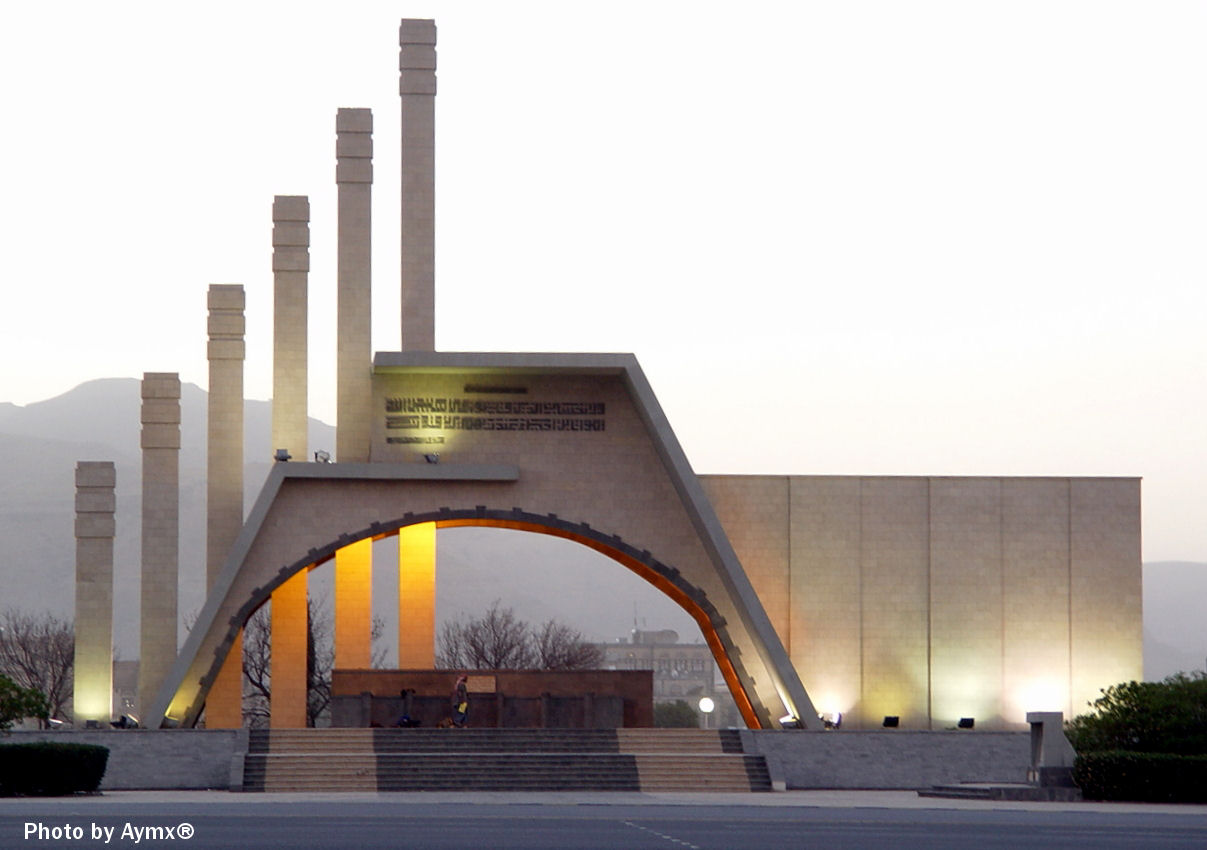
تمثال الجندي المجهول بميدان السبعين وسط العاصمة صنعاء

تتميز مدينة صنعاء القديمة بطراز معمارها القديم الذي يمتلك زخارف غنية توجد بأشكال ونسب مختلفة مثل كتل النوب والأسوار والمساجد والسماسر والحمامات والأسواق والمعاصر والمدارس إلا أنه لا يعرف متى تم بناء هذا الطراز المعماري المتأثر بالطراز الحميري.

## ملاحظة
1. ↑  وفي المسند مصطلحات كثيرة خاصة بالبناء وبالآلات والمواد التي تستعمل فيه، وفي أجزاء البناء واللهجات العربية الجنوبية هي أغنى بمصطلحات البناء من العربية التي نزل بها القرآن الكريم. وذلك لأن أهل العربية الجنوبية كانوا حضراً في الغالب وأهل مدر، حتى أن أعرابهم كانوا يقيمون في أكواخ وعشش ثابتة مستقرة. لهذا كثرت في لغتهم ألفاظ الحضارة التي تقوم على الإقامة والاستقرار. وظهرت عندهم ألفاظ لمواد تستعمل في البناء مثل أنواع الصخور والحجارة، وكيفية قطعها. وأنواع الخشب المستعمل فيه، وآلات القطع أو آلات المعمار وغير ذلك من مصطلحات لا نجد لها مقابلاً في هذه العربية التي نتكلم بها وذلك لأن حضارة البناء التي ظهرت في اليمن وفي بقية العربية الجنوبية للأسباب المذكورة لم يظهر ما يماثلها في المواضع الأخرى من جزيرة العرب، حيث قام عمرانها على المدر بالنسبة للحضر. أي على الأبنية المتخذة من المدر أو من اللبن أو من الآجر. ومثل هذه الأبنية، لا تحتاج إلى مصطلحات والى آلات كثيرة، ولما كانت الحاجة هي أم الاختراع في اللغات، لذلك قلَّت مصطلحات العمران في اللغة التي نزل بها القرآن الكريم، بينما كثرت فيها مصطلحات أهل الوبر ومصطلحات البداوة، في مثل أجزاء الخيمة وما يتعلق بحياة الفرس والجمل، حيث قصرت دونها هنا لغة المسند. المفصل ص 1022
2. ↑  القضاض: خليط من النورة والنيس والجص يصبح صلب عندما يجب كالاسمنت ويمنع تسرب المياه من خلاله